# A Indomável
A Indomável a fost o telenovelă braziliană din 1965.

## Distribuție
| Actor                  | Caracter   |
| ---------------------- | ---------- |
| Aracy Cardoso          | Catarina   |
| Édson França           | Petrucchio |
| David Netto            | Batista    |
| Nívea Maria            | Bianca     |
| Fúlvio Stefanini       | Alberto    |
| Yara Lins              | Débora     |
| Murilo Amorim Corrêa   | Nicolau    |
| Maria Aparecida Báxter | Violeta    |
| Edgard Franco          | Arquimedes |
| João de Ângelo         | Mordomo    |
| Machadinho             | Gino       |
| Mariângela             | Rosa       |
| Marcos Miranda         | Juca       |